# إيفار كامبل
إيفار كامبل (بالإنجليزية: Ivar Campbell)‏ هو مخرج نيوزلندي، ولد في 1904 في نيوزيلندا، وتوفي في 1985.

## وصلات خارجية
- إيفار كامبل على موقع IMDb (الإنجليزية)
- إيفار كامبل على موقع أول موفي (الإنجليزية)
- إيفار كامبل على موقع قاعدة بيانات الفيلم (الإنجليزية)
- إيفار كامبل على موقع كينوبويسك (الروسية)